# Melophorus potteri
Melophorus potteri är en myrart som beskrevs av Mcareavey 1947. Melophorus potteri ingår i släktet Melophorus och familjen myror. Inga underarter finns listade i Catalogue of Life.